# یانار سو
یانار سو (استونیایی: Janar Soo؛ زادهٔ ۱۷ ژانویهٔ ۱۹۹۱) بازیکن بسکتبال اهل استونی است.
از باشگاه‌هایی که در آن بازی کرده‌است می‌توان به باشگاه بسکتبال پاولوس پارنو اشاره کرد.